# Sollum
Sollum är en bebyggelse väster om Göta älv i Hjärtums socken i Lilla Edets kommun. Från 2015 avgränsar SCB här en småort.